# Hedik

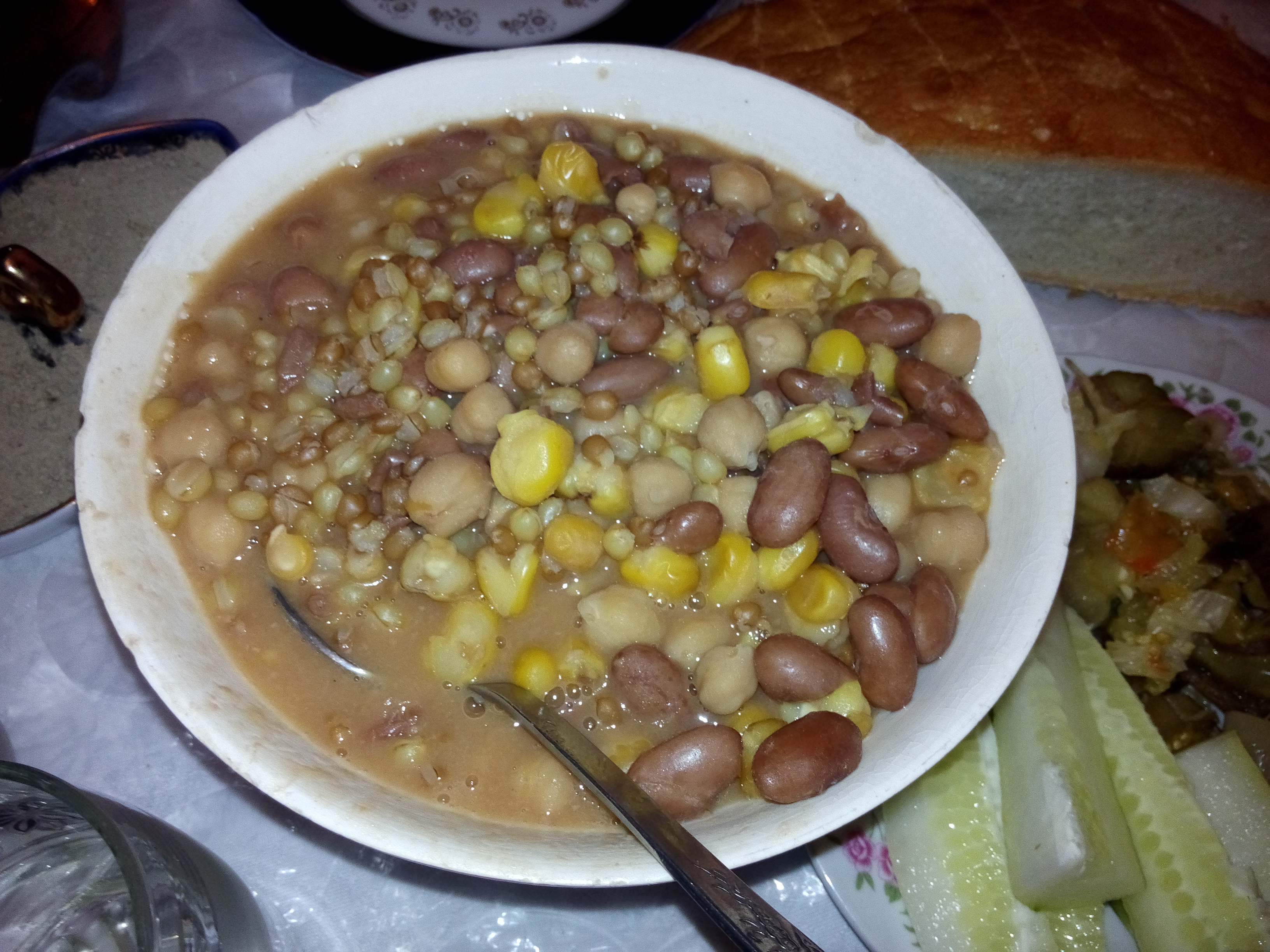
"Hədik", de l'Azerbaidjan.

Hedik és un plat de la cuina turca que es fa amb grans de blat i cigrons bullits, com ingredients bàsics. L'Hedik també pot ser dolç, afegint-hi pekmez (pekmezli hedik en turc). A la cultura turca tradicional, quan a un nen li creixen les primeres dents, la família ofereix un dinar als veïns i familiars, el qual ha de tenir el plat de hedik, el que s'anomena diş buğdayı (blat de dent).
A la cuina de Azerbaijan hi ha un plat (sopa o estofat) amb ingredients similars que s'anomena Hədik.
En zones de l'Iran, la paraula hedik es fa servir per anomenar a l'aşure.